# Milhouse de arena y niebla
Milhouse de arena y niebla, titulado Milhouse of Sand and Fog en la versión original, es un episodio perteneciente a la decimoséptima temporada de la serie animada Los Simpson, estrenado en Estados Unidos el 25 de septiembre de 2005 y en Hispanoamérica su estreno fue el 30 de julio de 2006. Fue escrito por Patrick Verrone y dirigido por Steven Dean Moore. En el episodio, los padres de Milhouse vuelven a estar juntos, lo que descoloca al niño, quien con la ayuda de Bart decide volverlos a separar, aunque accidentalmente terminarían ocasionando la separación de Homer y Marge en su lugar.

## Sinopsis
Todo comienza cuando, en la iglesia, Maggie es atrapada rascándose con un libro de cánticos. Marge le quita el libro, pero la niña se sigue rascando con otras cosas. Más tarde, en la casa, Maggie continúa rascándose, pese a las prevenciones de Marge para evitar que lo haga. Pronto descubren que la bebé tiene varicela. Inspirado por la sugerencia de Ned Flanders de llevar a sus hijos con Maggie para que tengan varicela (ya que, si tenían la enfermedad de niños, era menos peligroso), Homer invita a todos los niños del barrio a la casa de los Simpson para hacer una "fiesta de varicela" (en la cual cobra quince dólares la entrada). Homer termina contagiándose él la enfermedad, ya que bebe de la mamadera de Maggie, y porque no tiene inmunidad infantil contra la varicela. Sin embargo, de la fiesta sale algo bueno: los padres de Milhouse, quienes se habían encontrado ahí por error, se reconcilian. 
Milhouse se siente relegado, ya que sus padres no compiten por su cariño como solían hacerlo. Por lo tanto, decide separar a sus padres otra vez y, junto con Bart, realiza un plan que había visto en el programa The O.C.: colocan un corpiño sobre la cama de Kirk, para que Luann pensara que él sale con otra mujer. Desafortunadamente, el corpiño es de Marge. Luann piensa que Marge está teniendo una aventura con su marido, y pronto le comunica a Homer sus sospechas. Marge y Homer comienzan a pelearse, y Bart se da cuenta de que había separado a sus propios padres, cuando trataba de separar a los de Milhouse.
Bart trata de volver a unirlos convocándolos en un prado cercano a un río, con diferentes pretextos: a Marge le dice que Homer quería disculparse, y a Homer, que Marge le llevaría una ensalada de papa. Cuando los dos padres de Bart se encuentran, el niño planea lanzar un maniquí igual a él por un ripio hacia el río, para que Homer y Marge lo salven juntos. Sin embargo, Milhouse, con su pobre vista, termina arrojando al verdadero Bart por el precipicio y, por consiguiente, al caudaloso río. Homer se arroja al agua y salva a Bart, pero termina a punto de caer por una cascada, pero antes de caer Bart confiesa a Homer la verdad, pero este quería castigarlo ya era tarde. Cuando consigue aferrarse de una roca, Marge le dice que confíe en ella, y que se suelte de su piedra. Homer lo hace, y Marge salva a su marido y a su hijo, ya que se había atado con una soga a un árbol.
Finalmente, Homer y Marge se arreglan, ya que Homer había demostrado confiar en ella. Milhouse, no deseando vivir en un mundo sin su mejor amigo, se tira del precipicio. Marge, preocupada, le pregunta a Bart si Milhouse puede nadar. Él responde: "¿Y tú qué crees?"